# 卡德勒戈·穆费拉
卡德勒戈·穆费拉（英語：Katlego Mphela，1984年11月29日—）是一名南非足球运动员，目前效力南非足球超级联赛的马梅洛迪日落。